# سولوک‌تو
سولوکتو (به قزقیزی: Сүлүктү، سۉلۉكتۉ) و یا سولیوکتا (به روسی: Сулюкта) شهری در استان باتکن کشور قرقیزستان است که در سرشماری سال ۲۰۰۵ میلادی، ۱۲٫۹۴۵ نفر جمعیت داشته است.

## وجه تسمیه
نام این شهر متشکل از واژهٔ «سولوک» (به قزقیزی: Сүлүк، سۉلۉك) به معنی «زالو» و پسوند «ـلی» به معنای دارا بودن، البته با تغییراتی در نوشتار و تلفظ به تبعیت از قوانین هم‌آهنگی مصوت‌ها و همگونی صامت‌ها در قرقیزی. در نتیجه، واژهٔ «سولوکتو» به معنای منطقهٔ دارای زالو می باشد.
به نظر، در زمان‌های گذشته، در این منطقه زالوهای فراوانی وجود داشته.